# Трасквуд
Трасквуд (англ. Traskwood, Arkansas) — город, расположенный в округе Салин (штат Арканзас, США) с населением в 548 человек по статистическим данным переписи 2000 года.

## География
По данным Бюро переписи населения США город Трасквуд имеет общую площадь в 14,5 квадратных километров, водных ресурсов в черте населённого пункта не имеется.
Город Трасквуд расположен на высоте 98 метров над уровнем моря.

## Демография
По данным переписи населения 2000 года в Трасквуде проживало 548 человек, 149 семей, насчитывалось 203 домашних хозяйств и 211 жилых домов. Средняя плотность населения составляла около 37,5 человек на один квадратный километр. Расовый состав Трасквуда по данным переписи распределился следующим образом: 97,26 % белых, 0,73 % — чёрных или афроамериканцев, 0,18 % — коренных американцев, 1,09 % — представителей смешанных рас, 0,73 % — других народностей. Испаноговорящие составили 1,28 % от всех жителей города.
Из 203 домашних хозяйств в 34 % — воспитывали детей в возрасте до 18 лет, 59,1 % представляли собой совместно проживающие супружеские пары, в 9,9 % семей женщины проживали без мужей, 26,6 % не имели семей. 23,6 % от общего числа семей на момент переписи жили самостоятельно, при этом 6,9 % составили одинокие пожилые люди в возрасте 65 лет и старше. Средний размер домашнего хозяйства составил 2,70 человек, а средний размер семьи — 3,18 человек.
Население города по возрастному диапазону по данным переписи 2000 года распределилось следующим образом: 29,6 % — жители младше 18 лет, 8,9 % — между 18 и 24 годами, 27,2 % — от 25 до 44 лет, 24,5 % — от 45 до 64 лет и 9,9 % — в возрасте 65 лет и старше. Средний возраст жителей составил 35 лет. На каждые 100 женщин в Трасквуде приходилось 97,8 мужчин, при этом на каждые сто женщин 18 лет и старше приходилось 95,9 мужчин также старше 18 лет.
Средний доход на одно домашнее хозяйство в городе составил 33 929 долларов США, а средний доход на одну семью — 40 500 долларов. При этом мужчины имели средний доход в 27 750 долларов США в год против 21 042 доллара среднегодового дохода у женщин. Доход на душу населения в городе составил 13 555 долларов в год. 12,8 % от всего числа семей в округе и 18,5 % от всей численности населения находилось на момент переписи населения за чертой бедности, при этом 28,7 % из них были моложе 18 лет и 5,5 % — в возрасте 65 лет и старше.